# Tando Velaphi
Tando Yuji Velaphi (* 17. April 1987 in Perth) ist ein ehemaliger australischer Fußballspieler.

## Karriere

### Verein
Velaphi, der simbabwische und japanische Vorfahren hat, wuchs in Perth auf und trainierte gegen Ende seiner Jugendzeit am Australian Institute of Sport in Canberra. Seine Laufbahn im Erwachsenenbereich begann der Torhüter beim Perth SC in der Football West State League, der höchsten Liga des Bundesstaates Western Australia. Anfang 2007 spielte er auf Leihbasis kurzzeitig beim Profiklub Queensland Roar und kam dort zu einem Ligaeinsatz. Im Sommer 2007 wurde Velaphi von Perth Glory verpflichtet.
Nachdem Perth zur Saison 2011/12 Danny Vukovic verpflichtete, entschied sich Velaphi zum Vereinswechsel und schloss sich Melbourne Victory an. Dort kam er in der Saisonpause zu vier Einsätzen in der AFC Champions League 2011, zog sich aber in der Vorbereitung auf die Saison 2011/12 eine Stressfraktur im Schienbein zu und fiel für den Großteil der Saison aus. Melbourne verpflichtete derweil Ante Covic, um ihn zu vertreten. Erst an den letzten beiden Spieltagen der Saison, als die Play-offs bereits nicht mehr erreichbar waren, kam Velaphi zum Einsatz. Unter dem neuen Trainer Ange Postecoglou erhielt zunächst Velaphis Konkurrent Lawrence Thomas den Vorzug; nachdem dieser bei einer 0:5-Niederlage mehrfach gepatzt hatte, kam Velaphi am 3. Spieltag gegen Adelaide United zum Zug. Nur kurze Zeit später verpflichtete der Klub allerdings mit Nathan Coe einen weiteren Torhüter, der umgehend zum Stammtorhüter aufstieg.
Im Januar 2024 beendete er seine Karriere als aktiver Fußballspieler.

### Nationalmannschaft
Mit der U-20-Nationalmannschaft Australiens nahm der Torhüter an der AFC-Juniorenmeisterschaft 2006 in Indien teil und ersetzte ab der zweiten Partie Mitchell Langerak im Tor. Das Team scheiterte letztlich im Viertelfinale an Südkorea und verpasste dadurch die Qualifikation für die WM-Endrunde. In der Qualifikation zum olympischen Turnier 2008 in China gehörte Velaphi bei 13 der 14 Qualifikationsspiele als Ersatztorhüter hinter Danny Vukovic zum Aufgebot der australischen Olympiaauswahl (U-23), den so genannten Olyroos. Bei seiner Nominierung für das olympische Fußballturnier 2008 profitierte er von einer Sperre von Vukovic, der nach einer Tätlichkeit gegen einen Schiedsrichter für mehrere Monate gesperrt worden war. Velaphi rückte für ihn nach. Während des Turniers blieb er hinter Adam Federici Ersatztorhüter und kam beim Vorrundenaus nicht zum Einsatz.